# J.-H. Rosny (starszy)
J.-H. Rosny (starszy), właśc. Joseph Henri Honoré Boex (ur. 17 lutego 1856 w Brukseli, zm. 15 lutego 1940 w Paryżu) – francuski pisarz pochodzenia belgijskiego, jeden z uznanych twórców współczesnej powieści science-fiction.

## Zarys biografii
Po dzieciństwie spędzonym w Brukseli, odbył w Bordeaux we Francji studia w zakresie fizyko-chemii oraz nauk przyrodniczo-matematycznych. W 1874 wyjechał do Londynu, gdzie znalazł zatrudnienie w przedsiębiorstwie telegraficznym i ożenił się z Gertrudą Holmes. W 1885 osiadł w Paryżu. Tam podjął działalność literacką, wraz z młodszym bratem występując pod wspólnym pseudonimem twórczym J.-H. Rosny. W spółce autorskiej od początku odgrywał dominującą rolę, nadając ton stylistyce i podejmowanej tematyce, która z obyczajowej wkrótce przesunęła się na historyczno-fantastyczną o charakterze przygodowym. 
W 1897 za wspólną twórczość odznaczony został krzyżem kawalerskim orderu Legii Honorowej. W tymże roku (po rozwodzie z pierwszą żoną) poślubił Marię Borel. Bliski braciom Goncourt, od 1900 należał wraz z bratem do ich kręgu literackiego, zwanego Akademią Goncourtów, będąc jej przewodniczącym od 1926 roku. Zasiadał też w jury pierwszej Nagrody Goncourtów (1903). W 1908 (lub 1909) zakończył twórczą współdziałalność z młodszym bratem i występował pod osobnym pseudonimem literackim. Pozostał wierny przede wszystkim gatunkowi powieści fantastycznej, którą kontynuował i doskonalił także w latach międzywojennych. 
Uchodzi za jednego z twórczych inicjatorów kierunku science-fiction, swymi powieściami katastroficznymi poprzedzając np. Herberta G. Wellsa. W powieściach Lot w nieskończoność (Les Navigateurs de l'infini) i Astronauci (Les Astronautes) wprowadził do powszechnego słownictwa termin „astronautyka”. Jako pierwszy w literaturze przekonująco ukazał skutki działania na ludzkość energii elektromagnetycznej z kosmosu (Le Cataclysme) czy zjawiska związane z klonowaniem organizmów żywych (L'Énigme de givreuse). Twórczością swą wywarł wpływ m.in. na Arthura Conana Doyle’a, który wątek jego powieści Tajemnicza siła (La Force mystérieuse) powtórzył w swym Trującym pasmie (The Poison Belt, 1913). Jego ujęcie istoty wampiryzmu jako dziedzicznego zjawiska genetycznego powielił z kolei amerykański pisarz Richard Matheson w powieści Jestem legendą (I Am Legend, 1954).
Podejmował też szerszą problematykę, będąc autorem np. La Vie amoreuse de Balzac (Paris 1930) oraz Au temps du roi Léopold (pośmiertnie – Bruxelles 1944). Ogłosił również wspomnienia Mémoires de la vie littéraire (Paris 1927). W tematyce opieki społecznej za granicą poświęcił polskim sierocińcom pracę Les Foyers pour orphelins polonais (Paris 1913). Na wniosek  Polskiej Akademii Literatury został uhonorowany 5 listopada 1938 przyznaniem Złotego Wawrzynu Akademickiego „za szerzenie zamiłowania do literatury polskiej za granicą”.
Zmarł w wieku 83 lat niedługo przed wybuchem działań wojennych. Jego imię nosi nagroda literacka (Prix Rosny-Aîné) przyznawana od 1980 r. za twórczość w dziedzinie fantastyki naukowej.

## Twórczość beletrystyczna (indywidualnie)[b]
- Marthe Baraquin (1909)
- Le Trésor dans la neige (1910)
- La Vague rouge (1910)[c]
- La Mort de la Terre (1910)
- Vers la Toison d'or (1911)
- Les Rafales (1912)
- La Force mystérieuse (1913)
- Le Coffre fort (1914)
- L'Aube du futur (1917)
- L'Énigme de givreuse (1917)
- Le Félin géant (1918)[d]
- L'Appel du bonheur (1919)
- L'Amoreuse aventure (1920)
- Le Jeune vampire (1920)
- La Grande énigme (1920)
- La Comtesse Ghislaine (1920)
- L'Étonnant voyage d'Hareton Ironcastle (1922)
- Les Autres vies, les autres mondes (1924)
- L'Assasin surnaturel (1924)
- L'Amour d'abord (1924)
- Les Navigateurs de l'infini (1925)
- La Terre noire (1925)
- Les Femmes des autres (1925)
- Le Trésor lointain (1926)
- La Femme disparue (1926)
- Les Pécheresses (1928)
- Carillons et sirènes du Nord (1928)
- Les Conquérants du feu (1929)
- Les Hommes-sangliers (1929)
- Helgvor de Fleuve bleu (1929)
- Au Château des Loups Rouges (1929)
- L'Initiation de Diane (1930)
- Les Femmes de Setnê (1931)
- Ambor le loup (1932)
- La Sauvage aventure (1932)
- Tabubu – roman égyptien (1932)
- Un Voleur (1932)
- Les Compagnons de l'univers (1934)
- Le Vampire de Bethnal Green (1935)
- Dans le monde des variants (1939)
- Les Instincts (1939)
- Les Astronautes (pośmiertnie, 1960)

## Literatura
- M. Bulliard, L'enjeu des origines – les romans préhistoriques de J.-H. Rosny aîné, Lausanne: Éd. Archipel, 2001
- G. Casella, Les Célébrites d'aujourdhui – J. H. Rosny. Biographie critique, Paris 1907
- M. Del Pizzo, L'opera di J.H. Rosny Aîné – dal realismo al naturalismo, dal fantastico alla fantascienza, Fasano: Schena, 1995
- Michel Desbruyères, J. H. Rosny aîné [w] La France fantastique, Paris: Éditions Phébus, 1978
- Birgit Krämer, Abenteuer Steinzeit und Mythos Evolution. Die „romans préhistoriques” von J.-H. Rosny Aîné, Frankfurt/Main-New York: Lang, 2003
- J. Sageret, La révolution philosophique et la science: Bergson, Einstein, Le Dantec, J.-H. Rosny Aîné, Paris: F. Alcan éd., 1924